# Арна (митология)
Вижте пояснителната страница за други значения на Арна.
Арна също Меланипа (на старогръцки: Ἄρνη, Μελανίππη, Arne, Melanippe) в древногръцката митология е извънбрачна дъщеря на тесалийския цар Еол (прародител на еолийците) и на Меланипа, дъщеря на кентавъра Хирон. Тя е епоним на Арна (главният град на племената беотийци в Тесалия) и град Арна в Беотия.
Според Диодор тя има от Посейдон два сина, близнаците Еол и Беот, които се раждат, след като баща ѝ я дава на Метапонт (цар на Икария), който ги осиновява. По-късно те убиват в конфликт неговата съпруга Автолита (или Теано). След това Арна бяга с нейните синове.